# Dansk kvindebiografisk leksikon
Dansk Kvindebiografisk Leksikon (Dänisches Frauenbiografisches Lexikon), kurz DKL, ist eine umfangreiche Sammlung von Biografien bedeutender dänischer Frauen. Mit über 1.900 Einträgen, die Persönlichkeiten vom Mittelalter bis zur Gegenwart abdecken, gilt es als wichtiges Referenzwerk für die dänische Frauengeschichte.

## Geschichte
Die Idee zu einem frauenbiografischen Lexikon entstand bereits in den 1990er Jahren, als das Interesse an Frauen- und Gleichstellungsthemen wuchs und der Bedarf an gesammelten Informationen zur Personalgeschichte von Frauen gestiegen war. Das Projekt wurde von Mitarbeitern verschiedener Institutionen ins Leben gerufen, darunter die dänische Nationalbibliothek und das Archiv der Arbeiterbewegung (Arbejderbevægelsens Bibliotek og Arkiv). Ziel war es, die Ergebnisse der neuen Frauenforschung zu verbreiten und ein wissenschaftliches Niveau vergleichbar mit dem Dänischen Biografischen Lexikon (Dansk Biografisk Leksikon) zu erreichen. Nach umfangreichen Vorstudien bewilligte die Carlsberg-Stiftung Mittel für eine biografische Datenbank dänischer Frauen von 1850 bis zur Gegenwart. Mit zusätzlicher Förderung durch das Kulturministerium und den Forschungsrat für Geistes- und Sozialwissenschaften (Humanistiske og Samfundsvidenskabelige Forskningsråd) konnte die redaktionelle Arbeit Anfang November 1996 beginnen. Ein Publikationskomitee wurde gegründet und eine Vereinbarung mit einem Verlag getroffen.
Als Ergebnis dieser umfangreichen Vorarbeiten und der gesicherten Finanzierung wurde in den Jahren 2000 und 2001 das Dansk Kvindebiografisk Leksikon vom Kopenhagener Verlag Rosinante & Co als vierbändiges Druckwerk herausgegeben. Die Hauptredaktion und Herausgeberschaft oblag der dänischen Historikerin und Forschungsbibliothekarin Jytte Larsen in Zusammenarbeit mit Grethe Ilsøe und Hanne Rimmen Nielsen.

## Inhalt
Das DKL wurde als Erweiterung und Teilüberarbeitung der 3. Auflage des Dansk biografisk leksikon konzipiert, das im Zeitraum 1975 bis 1984 entstanden war. Es berücksichtigt die neuere Frauenforschung und passte die traditionell männerzentrierte Sichtweise an. Die bekannten genealogischen Hauptdaten wurden um Informationen zu Kindern und bedeutenden Lebensgemeinschaften ergänzt, um historisch relevante Formen des Zusammenlebens von Frauen sichtbar zu machen. Die Aufnahmekriterien umfassten Ministerernennungen und erhebliche Beiträge der Personen zur Entwicklung der dänischen Gesellschaft, wobei ein besonderer Fokus auf Pionierinnen lag.
Das Lexikon umfasst insgesamt 1.922 Frauen-Biografien, die in den ersten drei Bänden alphabetisch angeordnet sind. Etwa 60 Prozent davon sind neue Namen, während die aus dem Dansk biografisk leksikon übernommenen Einträge überarbeitet und erweitert wurden.
Der vierte Band, betitelt Alle Tiders danske kvinder (Dänische Frauen aller Zeiten), fungiert als ergänzender Überblicksband. Er bietet zusätzliche Informationen zu dänischen Frauen aus verschiedenen gesellschaftlichen Bereichen und Epochen. Dieser Band enthält zudem eine Vielzahl von Illustrationen sowie umfangreiche tabellarische und grafische Darstellungen, die das biografische Material der ersten drei Bände kontextualisieren und erweitern.

## Online-Version
Im Jahr 2001 erwarb das dänische nationale Wissenszentrum KVINFO die nichtkommerziellen Rechte an dem Werk. KVINFO, das dänische Zentrum für Information über Gender, Gleichstellung und Ethnizität, übernahm die Digitalisierung des Werkes und machte das Lexikon als durchsuchbare Online-Ausgabe frei zugänglich. Dies ermöglicht eine einfache Suche und einen breiten Zugang zu den biografischen Informationen. Die digitalen Artikel entsprechen weitgehend den Inhalten der gedruckten Version. Die Artikel werden nicht aktualisiert.

## Aktueller Status
Im Oktober 2022 wurde das Dansk Kvindebiografisk Leksikon auf die Plattform lex.dk verschoben. Diese Website beherbergt auch andere bedeutende dänische Nachschlagewerke, darunter das Dansk biografisk leksikon, die Den Store Danske Encyklopædi und Trap Danmark (eine topografische und kulturelle Enzyklopädie). Im Zusammenhang mit dem Wechsel zu lex.dk wurden viele Artikel mit Abbildungen (Porträtfotos oder -gemälde, repräsentative Werke) bereichert und mit Links zu weiterführenden Artikeln in Den Store Danske versehen.